# قاسم بن علی حریری
قاسم بن علی حریری که عموماً حریری خوانده می‌شود (دقیق‌تر «ابن حریری»، همچنین: «حریریِ بصری»)، (زادهٔ ۱۰۵۴ م - ۱۱۲۲ م) (نَسَب: قاسم بن علی بن محمد بن عثمان) ادیب و زبان‌شناس عربیِ برجستهٔ عراقی بود که به‌ویژه برای مقامات الحریری شهرت یافت. پس از بدیع‌الزمان همدانی، حریری را برجسته‌ترین نویسندهٔ مقامه می‌دانند. شمارِ مقامات او پنجاه تاست که نگارش آن‌ها را از ۴۹۵ ه‍.ق آغاز کرد و در ۵۰۴ ه‍.ق به پایان رساند.

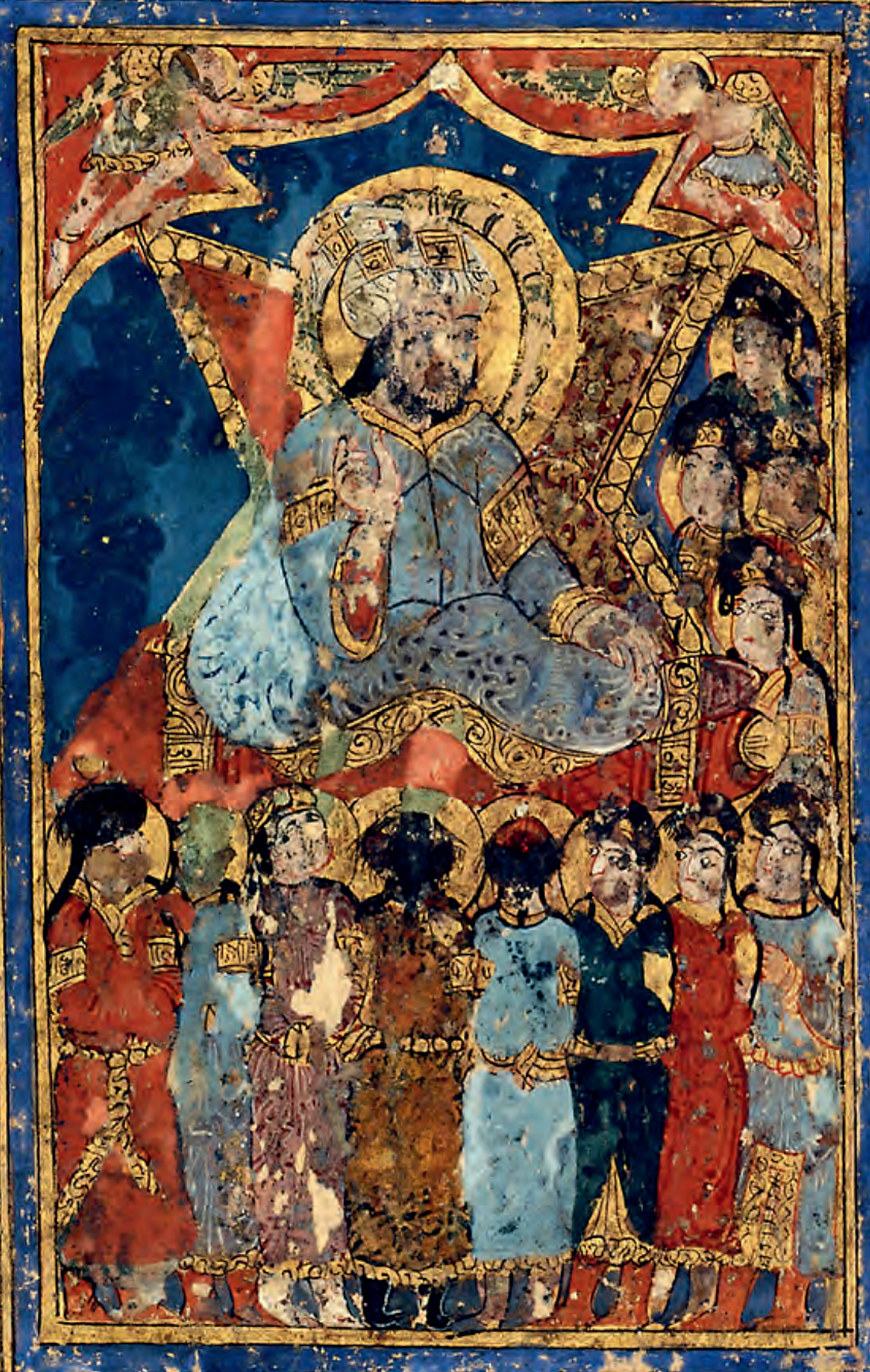
عکس روی جلد مقامات الحریری که گمان میرود عکس نویسنده باشد